# Norra Virestadsjön
Norra Virestadsjön är en sjö i Älmhults kommun i Småland och ingår i Helge ås huvudavrinningsområde. Sjön är 0,9 meter djup, har en yta på 2,77 kvadratkilometer och befinner sig 143 meter över havet. Sjön avvattnas av vattendraget Helge å. Vid provfiske har bland annat abborre, braxen, gers och gädda fångats i sjön.

## Delavrinningsområde
Norra Virestadsjön ingår i det delavrinningsområde (627839-141024) som SMHI kallar för Utloppet av Norra Virestadsjön. Medelhöjden är 154 meter över havet och ytan är 43,55 kvadratkilometer. Räknas de 4 avrinningsområdena uppströms in blir den ackumulerade arean 160,51 kvadratkilometer. Avrinningsområdets utflöde Helge å mynnar i havet. Avrinningsområdet består mestadels av skog (58 procent), jordbruk (13 procent) och sankmarker (11 procent). Avrinningsområdet har 2,69 kvadratkilometer vattenytor vilket ger det en sjöprocent på 6,2 procent.

## Fisk
Vid provfiske har följande fisk fångats i sjön:
- Abborre
- Braxen
- Gärs
- Gädda
- Mört